# Liane (1996)
Liane ist ein deutscher Musicalfilm des Regisseurs Horst Königstein für den Norddeutschen Rundfunk aus dem Jahr 1996, der in musikalischer Form die Lebensstationen der Schauspielerin Marion Michael nachzeichnet. Die Titelrolle der Liane in den unterschiedlichen Lebensphasen teilten sich Ina Paule Klink, Luci van Org und Annette Uhlen.

## Inhalt
1955 sucht der Filmproduzent Gerhard (reales Vorbild ist Gero Wecker) von der Arca-Filmproduktion per Zeitungsaufruf für seine neue Produktion eine „deutsche Brigitte Bardot“. Beim Casting wird er auf die 15-jährige Marion Michael aufmerksam, vor allem in ihren weiblichen Reizen sieht Gerhard Potential. Seine Intuition geht auf, denn die Filmproduktion Liane, das Mädchen aus dem Urwald mit Michael in der Titelrolle wird ein Kassenerfolg. Auch die Filmfortsetzung Liane, die weiße Sklavin im darauffolgenden Jahr wird ein großer Erfolg. Marion Michael gilt als der erste jugendliche „Nacktstar“ und erster „Leinwandnackedei“ im Nachkriegsdeutschland. Im Sommer 1959 wird sie bei einem Autounfall in der Südprovence bei den Dreharbeiten zum Kriminalfilm Bomben auf Monte Carlo schwer verletzt, was letztlich eine Narbe im Gesicht zurücklässt, was ihrer in der Presse bisher dargestellte Makellosigkeit Abbruch tut. Nach ihrer Genesung von den Unfallverletzungen geht sie schließlich eine Liaison mit dem Filmproduzent Gerhard ein, die nur von kurzer Dauer ist.

## Hintergrund
In Vorbereitung für den Musicalfilm sammelte Regisseur Horst Königstein jahrzehntelang Pressenotizen über das Leben von Marion Michael, die durch die Filme Liane, das Mädchen aus dem Urwald (1956) und Liane, die weiße Sklavin (1957) bekannt wurde. Michael übernahm im Film selbst ein Cameo. Frank Gaede schrieb das Drehbuch.
Horst Königstein (Buch/Regie) und Frank Gaede (Buch) wurden für Liane mit dem Adolf-Grimme-Preis 1997 nominiert.
Torsten Schulz drehte zudem mit Das Mädchen Liane einen Dokumentarfilm, der im Anschluss an den Musicalfilm gezeigt wurde und Szenen aus diesem enthält.

## Soundtrack
1996 erschien der Soundtrack des Musicalfilms auf CD als physischen Tonträger.
- Große Kino-Ouvertüre
- Prolog + German Girls
- Schwarzmarkt / Gummibärchen 1 / Deutsche Frauen
- Deutsche Frauen
- Tango Cabiria
- Im Filmstudio
- Dynamite-Walzer
- Dieses Mal 2
- Das Lied von unserem Hans
- Der Autounfall / Liane im Hotel Atlantik
- Dieses Mal 3
- Oh, Baby, tanz mit mir
- Gummibärchen 2
- Studentenunruhen & Porno-Fotos in der WG / Lienae & Al streiten
- Gummibärchen 3
- Finden Sie mich lächerlich?
- Gummibärchen 4
- Dieses Mal 4

## Kritik
Für die Redaktion von Cinema war Liane ein „einfallsreiches Zeit- und Menschenporträt“.